# Le Fugitif de Hambourg
Le Fugitif de Hambourg est le 65e roman de la série SAS, écrit par Gérard de Villiers et publié en 1982 dans la collection Plon (Presses de la Cité). Comme tous les SAS parus au cours des années 1980, le roman a été édité lors de sa publication en France à 100 000 exemplaires.
L'action se déroule courant 1982 à Hambourg.

## Personnages principaux
- Malko Linge : héros du roman, Autrichien, agent contractuel de la CIA.

## Résumé
Hans Dorbach , colonel est-allemand de la République démocratique allemande est récupéré par Malko après avoir traversé une « faille » du mur de Berlin. C'est une grosse prise pour les services de l'Ouest.
Mais Renata (la maîtresse de Hans) va mettre le doute dans les esprits : et si c'était une grosse manip d'intox avec agent double dans l'affaire ?